# Quellón
Quellón este un oraș cu 21.823 locuitori (2002) din regiunea Los Lagos, Chile.